# Schizopyga circulator
Schizopyga circulator is een vliesvleugelig insect uit de familie van de gewone sluipwespen (Ichneumonidae). De wetenschappelijke naam van de soort is voor het eerst geldig gepubliceerd in 1800 door Panzer.
Schizopyga circulator parasiteert de gewone zakspin (Clubiona terrestris).